# Mahur
Mahur là một thị xã và là nơi đặt ủy ban khu vực thị xã (town area committee) của quận North Cachar Hills thuộc bang Assam, Ấn Độ.

## Địa lý
Mahur có vị trí 25°10′B 93°07′Đ / 25,17°B 93,12°Đ Nó có độ cao trung bình là 727 mét (2385 feet).

## Nhân khẩu
Theo điều tra dân số năm 2001 của Ấn Độ, Mahur có dân số 5485 người. Phái nam chiếm 55% tổng số dân và phái nữ chiếm 45%. Mahur có tỷ lệ 76% biết đọc biết viết, cao hơn tỷ lệ trung bình toàn quốc là 59,5%: tỷ lệ cho phái nam là 80%, và tỷ lệ cho phái nữ là 71%. Tại Mahur, 13% dân số nhỏ hơn 6 tuổi.